# Bessus (heilige)

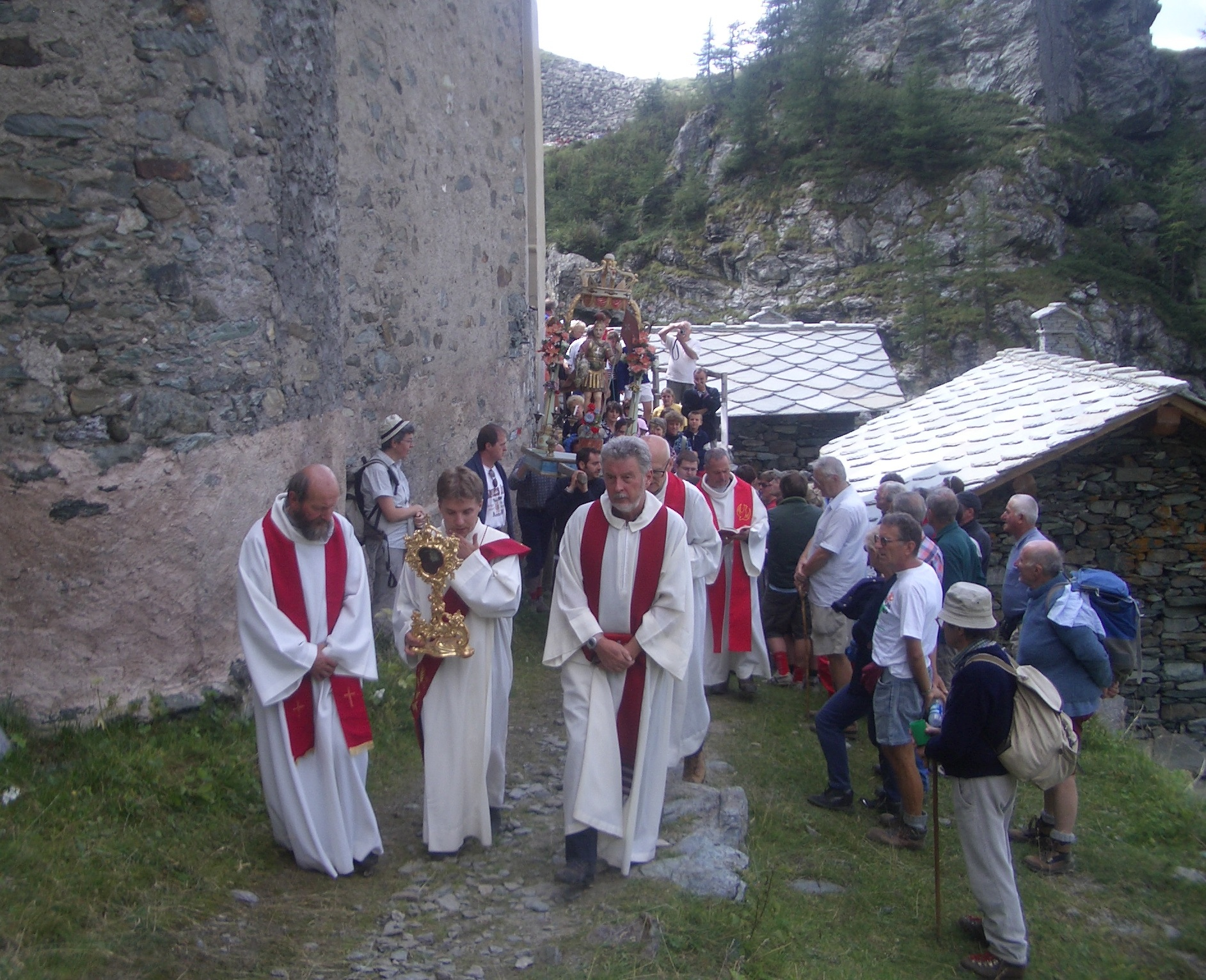
Foto van de traditionele Sint-Bessusprocessie die ieder jaar in de Alpen plaatsvindt in de buurt van Campiglia Cervo, Turijn, Italië.

Sint-Bessus, ook Bessus, (Italiaans:San Besso) wordt vereerd als een lid van de legendarische Thebaanse Legioen, waarvan de leden, geleid door Mauritius, in de 3e eeuw vanwege hun christelijke geloof weigerden de beelden van de Romeinse keizers te aanbidden. Vanwege deze weigering werden zij gemarteld en gedood. Behalve voor de cultus van Sint-Mauritius, genoot de verering voor Bessus een grotere populariteit dan de verering van zijn collegaheiligen uit het Thebaanse Legioen. De verering van Sint-Bessus is ook heden ten dage nog populair. Volgens de traditie, overleefde Bessus de decimatie van zijn legioen door het Romeinse leger. Hij vluchtte naar de valleien van de Aosta en de Cogne. Na deze vlucht nam hij de taak op zich de mensen in deze valleien tot het christendom te bekeren. 

## Voetnoten
1. 1 2 3   Arduino, Fabio, San Besso. Santi e Beati.